# 차터 커뮤니케이션스
차터 커뮤니케이션스(Charter Communications)는 '스펙트럼'(Spectrum)이라는 브랜드의 서비스를 보유한 미국의 전기 통신 및 대중 매체 기업이다. 41개국 2600만 고객을 보유하고 있으며 구독자 수 면에서 컴캐스트에 이어 미국 내에서 2번째로 큰 케이블 운용사이며 컴캐스트와 AT&T에 이어 3번째로 큰 유료 TV 운용사이다. 차터는 가정 회선 수를 기준으로 5번째로 큰 통신 제공자이다.